# Péter Vánky
Péter István Vánky, född 28 juni 1968 i Târgu Mureș i Rumänien, är en svensk allmänläkare och tidigare fäktare (värja) på elitnivå. Han tävlade i Olympiska sommarspelen 1988, 1992, 1996 och 2000.

## Biografi
Péter Vánky föddes i den rumänska staden Târgu Mureș, som del av den ungerska minoriteten i Transsylvanien.
Vánky tävlade i värja vid fyra olika olympiska sommarspel, alla som representant för Sverige. Som bäst nåddes en femteplats individuellt vid sommar-OS 2000. Han kvalade även inför sommar-OS 2004 men misslyckades i kvalet.
Vánky VM-debuterade 1987 och vann VM-silver 1998 och 1999. 1995 och 1997 erövrades brons vid EM. 2001 rankades han som världsetta.
Fäktning är en liten sport i Sverige, och Sverige stod utan Vánky helt utan repreentation bland herrarna vid 2004 års sommar-OS. Under sin aktiva tid som värjfäktare var han den resultatmässigt främste svenske fäktaren.
Vánky har läkarexamen från Karolinska Institutet och arbetar som allmänläkare i Stockholm. I sin roll som allmänläkare fick han 2015 motta hedersomnämnande vid utdelandet av SYLF Stockholms handledarpris Guldkornet. 2012 porträtterades Péter Vánky i SVT:s reportageserie Efter karriären.

## Meriter

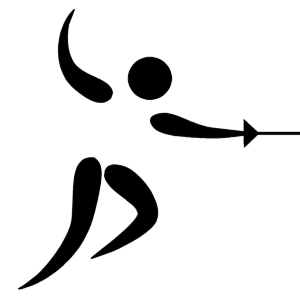
Péter Vánky tävlade för Sverige i fyra raka olympiska spel.

(alla i värja, individuellt om ej annat nämns)
- 1988 (OS) – 29:a, 8:e i lag
- 1992 (OS) – 10:a, 8:e i lag
- 1995 (EM) – brons[11]
- 1996 (OS) – 17:e
- 1997 (EM) – brons[11]
- 1998 (VM) – silver[12]
- 1999 (VM) – silver[12]
- 2000 (OS) – 5:a